# Ligue 1 2023-24
La temporada 2023-24 de la Ligue 1 (también conocida como Ligue 1 Uber Eats por razones comerciales), fue la 86.ª edición de la Liga Francesa de fútbol. El torneo, organizado por la Ligue de Football Professionnel. La temporada dio inicio el 11 de agosto de 2023 y concluyó el 19 de mayo de 2024.

## Sistema de competición
La edición 2023-2024 marca el retorno a una competición conformada por dieciocho equipos, después de veintiuna temporadas en las que compitieron veinte clubes. La competición consta de un grupo único compuesto por dieciocho clubes: diecisiete clubes franceses y un club monegasco,  siguiendo un sistema de liga. Cada equipo se enfrenta dos veces a todos los demás, una vez en su propio estadio y otra en el estadio del oponente, lo que suma un total de 34 jornadas. El orden de los partidos se determina mediante un sorteo antes del inicio del torneo.
La clasificación final se establece en función de los puntos obtenidos en cada enfrentamiento, con tres puntos otorgados por victoria, uno por empate y ninguno en caso de derrota. En caso de que dos equipos terminen con la misma cantidad de puntos al final del campeonato, se aplican los siguientes criterios de desempate:
1. Diferencia de gol general;
2. Mayor número de puntos en confrontaciones directas;
3. Mayor diferencia de gol particular;
4. Mayor número de goles en confrontaciones directas;
5. Mayor número de goles de visitante en confrontaciones directas;
6. Mayor número de goles marcados;
7. Mayor número de goles marcados de visitante;
8. Mejor clasificación en "fair play" (1 punto por tarjeta amarilla, 3 puntos por tarjeta roja).

Las reglas 2, 3, 4 y 5 solo pueden aplicarse si se han jugado ambos partidos entre los clubes involucrados. Mientras esos dos partidos no se hayan disputado, se aplicarán en primer lugar las reglas 6, 7 y 8 en el orden en el que se mencionan.

### Clasificación para competiciones europeas
A partir de la temporada 2023-24, la Ligue 1 se beneficia de los cambios en el formato de la Liga de Campeones 2024-25. Al haber alcanzado la quinta posición en los coeficientes de la UEFA, la liga francesa consigue un cupo directo adicional para esta competición, lo que suma un total de 7 plazas para competiciones europeas. La asignación de estas plazas se lleva a cabo de la siguiente manera:
- 3 plazas en la fase de grupos de la Liga de Campeones para los tres primeros equipos clasificados de la Ligue 1.

- 1 plaza en la tercera ronda clasificatoria de la Liga de Campeones para el cuarto equipo clasificado de la Ligue 1.

- 2 plazas en la fase de grupos de la Liga Europa para el equipo campeón de la Copa de Francia y para el quinto equipo clasificado de la Ligue 1.

- 1 plaza en la ronda de play-off de la Liga Europa Conferencia para el sexto equipo clasificado de Ligue 1.

En el caso de que un equipo obtenga una plaza para la Liga Europa al ganar la Copa de Francia, pero termine la temporada entre los cinco primeros clasificados de la Ligue 1 (obteniendo así una plaza en una competición igual o superior), la plaza obtenida a través de la copa pasa al sexto clasificado, mientras que el séptimo clasificado obtiene la plaza para la Liga Europa Conferencia. Por otro lado, si el campeón de la Copa de Francia se encuentra en la sexta posición de la liga, obtiene la plaza conseguida a través de la copa, y la plaza de la Liga Europa Conferencia se concede al séptimo clasificado.

## Equipos participantes
En la Ligue 1 participan dieciocho equipos en total. Estos equipos están formados por los dieciséis primeros clasificados de la temporada anterior de la Ligue 1 2022-23, así como los dos equipos mejor ubicados en la clasificación final de la Ligue 2 2022-23.
Le Havre retorna después de catorce años de ausencia a la Ligue 1, mientras que el F. C. Metz vuelve tras un año. Estos dos equipos ocupan el lugar de cuatro equipos descendidos: el A. J. Auxerre y el A. C. Ajaccio, quienes descendieron después de una sola temporada en la máxima categoría, el E. S. Troyes, que fue relegado tras mantenerse dos años, y el Angers S. C. O., descendido después de haber permanecido ocho años en la Ligue 1. Todos estos equipos competirán en la Ligue 2.
| Pos. | Descendidos a Ligue 2 |
| ---- | --------------------- |
| 17.º | Auxerre               |
| 18.º | Athletic Ajaccio      |
| 19.º | E. S. Troyes          |
| 20.º | Angers S. C. O.       |

| Pos. | Ascendidos de Ligue 2 |
| ---- | --------------------- |
| 1.º  | Le Havre A. C.        |
| 2.º  | F. C. Metz            |

### Información de los equipos
| Equipo                | Ciudad           | Entrenador             | Capitán             | Estadio                     | Capacidad | Proveedor            | Patrocinador (Pecho) | Patrocinador (Manga)       |
| --------------------- | ---------------- | ---------------------- | ------------------- | --------------------------- | --------- | -------------------- | -------------------- | -------------------------- |
| A. S. Mónaco          | Mónaco           | Adi Hütter             | Wissam Ben Yedder   | Estadio Luis II             | 18 523    | Kappa                | Visit Monaco         | Peace and Sport            |
| Clermont Foot         | Clermont-Ferrand | Pascal Gastien         | Maxime Gonalons     | Stade Gabriel Montpied      | 11 980    | Uhlsport             | Staffmatch SAS       | Systèmes Solaires          |
| Le Havre A. C.        | El Havre         | Luka Elsner            | Victor Lekhal       | Grand Stade du Havre        | 25 178    | Joma                 | Winamax              | SOL'S                      |
| Lille O. S. C.        | Lille            | Paulo Fonseca          | Rémy Cabella        | Grand Stade Lille Métropole | 50 186    | New Balance          | Boulanger            | Essalmi                    |
| F. C. Lorient         | Lorient          | Régis Le Bris          | Laurent Abergel     | Stade du Moustoir           | 18 890    | Umbro                | Jean Floc'h          | KarrGreen                  |
| F. C. Metz            | Metz             | László Bölöni          | Matthieu Udol       | Stade Saint-Symphorien      | 25 636    | Kappa                | Car Avenue           | Technitoit                 |
| Montpellier H. S. C.  | Montpellier      | Michel Der Zakarian    | Téji Savanier       | Stade de la Mosson          | 32 900    | Nike                 | Partouche            | FAUN-Environnement         |
| F. C. Nantes          | Nantes           | Antoine Kombouaré      | Alban Lafont        | Estadio de la Beaujoire     | 35 322    | Macron               | Synergie             | Préservation du Patrimoine |
| O. G. C. Niza         | Niza             | Francesco Farioli      | Dante               | Allianz Riviera             | 35 624    | Le Coq Sportif       | Ineos                | Ineos Grenadier            |
| Olympique de Lyon     | Lyon             | Pierre Sage            | Alexandre Lacazette | Groupama Stadium            | 59 186    | Adidas               | Emirates             | OOGarden                   |
| Olympique de Marsella | Marsella         | Jean-Louis Gasset      | Valentin Rongier    | Stade Orange Vélodrome      | 67 394    | Puma                 | CMA CGM              | Boulanger                  |
| París Saint-Germain   | París            | Luis Enrique           | Marquinhos          | Parque de los Príncipes     | 48 583    | Nike                 | Qatar Airways        | GOAT                       |
| Racing de Estrasburgo | Estrasburgo      | Patrick Vieira         | Dimitri Liénard     | Stade de la Meinau          | 29 230    | Adidas               | ÉS Énergies          | Winamax                    |
| R. C. Lens            | Lens             | Franck Haise           | Brice Samba         | Estadio Félix Bollaert      | 37 705    | Puma                 | Auchan               | Randstad                   |
| Stade Brest           | Brest            | Éric Roy               | Pierre Lees-Melou   | Estadio Francis-Le Blé      | 15 931    | Adidas               | Quéguiner Matériaux  | Écomiam                    |
| Stade de Reims        | Reims            | Samba Diawara          | Yunis Abdelhamid    | Estadio Auguste Delaune     | 21 684    | Umbro                | Hexaom               | SOS Malus                  |
| Stade Rennes          | Rennes           | Julien Stéphan         | Benjamin Bourigeaud | Roazhon Park                | 29 778    | Puma                 | Samsic               | Blot Immobilier            |
| Toulouse F. C.        | Toulouse         | Carles Martínez Novell | Vincent Sierro      | Stadium de Toulouse         | 33 150    | Craft of Scandinavia | LP Promotion Group   | GLS                        |

### Cambios de entrenadores
| Equipo                | Entrenador (Jornadas)         | Fecha de vacante         | Tipo de salida       | Posición en la tabla | Entrenador entrante       | Fecha de nombramiento    |
| --------------------- | ----------------------------- | ------------------------ | -------------------- | -------------------- | ------------------------- | ------------------------ |
| Olympique de Marsella | Igor Tudor                    | 3 de junio de 2023       | Renuncia             | Pretemporada         | Marcelino García Toral    | 23 de junio de 2023      |
| A. S. Mónaco          | Philippe Clement              | 4 de junio de 2023       | Despedido            | Pretemporada         | Adi Hütter                | 4 de julio de 2023       |
| Toulouse F. C.        | Philippe Montanier            | 14 de junio de 2023      | Despedido            | Pretemporada         | Carles Martínez Novell    | 14 de junio de 2023      |
| Racing de Estrasburgo | Frédéric Antonetti            | 27 de junio de 2023      | Consentimiento mutuo | Pretemporada         | Patrick Vieira            | 2 de julio de 2023       |
| O. G. C. Niza         | Didier Digard                 | 30 de junio de 2023      | Fin de interinidad   | Pretemporada         | Francesco Farioli         | 30 de junio de 2023      |
| París Saint-Germain   | Christophe Galtier            | 5 de julio de 2023       | Despedido            | Pretemporada         | Luis Enrique              | 5 de julio de 2023       |
| Olympique de Lyon     | Laurent Blanc (1-4)           | 11 de septiembre de 2023 | Mutuo acuerdo        | 18º                  | Jean-François Vulliez INT | 11 de septiembre de 2023 |
| Olympique de Lyon     | Jean-François Vulliez INT (5) | 16 de septiembre de 2023 | Fin de interinidad   | 16º                  | Fabio Grosso              | 16 de septiembre de 2023 |
| Olympique de Marsella | Marcelino García Toral (1-5)  | 20 de septiembre de 2023 | Renuncia             | 4º                   | Jacques Abardonado INT    | 20 de septiembre de 2023 |
| Olympique de Marsella | Jacques Abardonado INT (6)    | 27 de septiembre de 2023 | Fin de interinidad   | 8º                   | Gennaro Gattuso           | 27 de septiembre de 2023 |
| Stade Rennes          | Bruno Génésio (1-12)          | 19 de noviembre de 2023  | Mutuo acuerdo        | 13º                  | Julien Stéphan            | 19 de noviembre de 2023  |
| F. C. Nantes          | Pierre Aristouy (1-13)        | 29 de noviembre de 2023  | Despedido            | 11º                  | Jocelyn Gourvennec        | 29 de noviembre de 2023  |
| Olympique de Lyon     | Fabio Grosso (6-13)           | 30 de noviembre de 2023  | Despedido            | 18º                  | Pierre Sage               | 30 de noviembre de 2023  |
| Olympique de Marsella | Gennaro Gattuso (7-22)        | 20 de febrero de 2024    | Despedido            | 9º                   | Jean-Louis Gasset         | 20 de febrero de 2024    |
| F. C. Nantes          | Jocelyn Gourvennec (14-26)    | 19 de marzo de 2024      | Despedido            | 16º                  | Antoine Kombouaré         | 19 de marzo de 2024      |
| Stade de Reims        | Will Still (1-35)             | 2 de mayo de 2024        | Mutuo acuerdo        | 11º                  | Samba Diawara INT         | 3 de mayo de 2024        |

## Desarrollo

### Clasificación
| Pos. | Equipo                  | Pts. | PJ | G  | E  | P  | GF | GC | Dif. | Clasificación 2024–25                    |
| ---- | ----------------------- | ---- | -- | -- | -- | -- | -- | -- | ---- | ---------------------------------------- |
| 1    | París Saint-Germain (C) | 76   | 34 | 22 | 10 | 2  | 81 | 33 | +48  | Fase de liga de la Liga de Campeones     |
| 2    | A. S. Mónaco            | 67   | 34 | 20 | 7  | 7  | 68 | 42 | +26  | Fase de liga de la Liga de Campeones     |
| 3    | Stade Brest             | 61   | 34 | 17 | 10 | 7  | 53 | 34 | +19  | Fase de liga de la Liga de Campeones     |
| 4    | Lille O. S. C.          | 59   | 34 | 16 | 11 | 7  | 52 | 34 | +18  | Tercera ronda de la Liga de Campeones    |
| 5    | O. G. C. Niza           | 55   | 34 | 15 | 10 | 9  | 40 | 29 | +11  | Fase de liga de la Liga Europa           |
| 6    | Olympique de Lyon       | 53   | 34 | 16 | 5  | 13 | 49 | 55 | −6   | Fase de liga de la Liga Europa           |
| 7    | R. C. Lens              | 51   | 34 | 14 | 9  | 11 | 45 | 37 | +8   | Ronda de play-off de la Liga Conferencia |
| 8    | Olympique de Marsella   | 50   | 34 | 13 | 11 | 10 | 52 | 41 | +11  |                                          |
| 9    | Stade de Reims          | 47   | 34 | 13 | 8  | 13 | 42 | 47 | −5   |                                          |
| 10   | Stade Rennes            | 46   | 34 | 12 | 10 | 12 | 53 | 46 | +7   |                                          |
| 11   | Toulouse F. C.          | 43   | 34 | 11 | 10 | 13 | 42 | 46 | −4   |                                          |
| 12   | Montpellier H. S. C.    | 41   | 34 | 10 | 12 | 12 | 43 | 48 | −5   |                                          |
| 13   | Racing de Estrasburgo   | 39   | 34 | 10 | 9  | 15 | 38 | 50 | −12  |                                          |
| 14   | F. C. Nantes            | 33   | 34 | 9  | 6  | 19 | 30 | 55 | −25  |                                          |
| 15   | Le Havre A. C.          | 32   | 34 | 7  | 11 | 16 | 34 | 45 | −11  |                                          |
| 16   | F. C. Metz (D)          | 29   | 34 | 8  | 5  | 21 | 35 | 58 | −23  | Play-offs de promoción de categoría      |
| 17   | F. C. Lorient (D)       | 29   | 34 | 7  | 8  | 19 | 43 | 66 | −23  | Descenso a la Ligue 2                    |
| 18   | Clermont Foot (D)       | 25   | 34 | 5  | 10 | 19 | 26 | 60 | −34  | Descenso a la Ligue 2                    |

Actualizado a los partidos jugados el 19 de mayo de 2024.
 Fuente: Ligue 1
Criterios de clasificación: Puntos · Diferencia de goles · Enfrentamientos directos · Diferencia de goles en enfrentamientos directos
Notas:
1. ↑  Dado que el ganador de la Copa de Francia 2023-24 , el Paris Saint-Germain , se clasificó para la Liga de Campeones a través de la posición en la liga, la plaza en la Europa League otorgada a los ganadores de la copa pasó al equipo en sexto lugar y la plaza en la Conference League pasó al equipo en séptimo lugar.
2. ↑  Montpellier H. S. C. fue sancionado con la perdida de 1 punto por decisiones federativas[52]

### Evolución de la clasificación
| Equipo                | 01 | 02 | 03 | 04 | 05 | 06 | 07 | 08  | 09  | 10  | 11  | 12  | 13  | 14 | 15 | 16 | 17 | 18 | 19 | 20 | 21 | 22 | 23 | 24 | 25 | 26 | 27 | 28 | 29  | 30 | 31 | 32  | 33 | 34 |
| Equipo                |    |    |    |    |    |    |    |     |     |     |     |     |     |    |    |    |    |    |    |    |    |    |    |    |    |    |    |    |     |    |    |     |    |    |
| --------------------- | -- | -- | -- | -- | -- | -- | -- | --- | --- | --- | --- | --- | --- | -- | -- | -- | -- | -- | -- | -- | -- | -- | -- | -- | -- | -- | -- | -- | --- | -- | -- | --- | -- | -- |
| París Saint-Germain   | 12 | 11 | 8  | 2  | 5  | 3  | 5  | 3   | 3   | 2   | 2   | 1   | 1   | 1  | 1  | 1  | 1  | 1  | 1  | 1  | 1  | 1  | 1  | 1  | 1  | 1  | 1  | 1  | 1*  | 1  | 1  | 1*  | 1  | 1  |
| A. S. Mónaco          | 2  | 1  | 1  | 1  | 1  | 4  | 1  | 1   | 1   | 3   | 3   | 3   | 3   | 3  | 3  | 3  | 3  | 4  | 4  | 5  | 3  | 5  | 3  | 3  | 3  | 3  | 3  | 3  | 3*  | 2  | 2  | 2   | 2  | 2  |
| Stade Brest           | 3  | 2  | 4  | 5  | 2  | 1  | 2  | 4   | 5   | 6   | 6   | 8*  | 7*  | 7  | 5  | 5  | 4  | 3  | 3  | 3  | 4  | 2  | 2  | 2  | 2  | 2  | 2  | 2  | 2   | 3  | 3  | 3   | 4  | 3  |
| Lille O. S. C.        | 9  | 5  | 10 | 6  | 6  | 11 | 7  | 7   | 4   | 4   | 5   | 4   | 4   | 4  | 4  | 4  | 5  | 5  | 5  | 4  | 5  | 4  | 5  | 4  | 4  | 4  | 4  | 4  | 4*  | 4  | 4  | 4   | 3  | 4  |
| O. G. C. Niza         | 10 | 10 | 13 | 8  | 3  | 2  | 4  | 2   | 2   | 1   | 1   | 2   | 2   | 2  | 2  | 2  | 2  | 2  | 2  | 2  | 2  | 3  | 4  | 5  | 6  | 5  | 5  | 5  | 5*  | 5  | 5  | 5*  | 5  | 5  |
| Olympique de Lyon     | 14 | 17 | 17 | 18 | 16 | 17 | 17 | 17  | 18  | 18* | 18* | 18* | 18* | 18 | 18 | 16 | 15 | 16 | 16 | 15 | 13 | 11 | 10 | 11 | 10 | 10 | 10 | 10 | 7   | 9  | 8  | 7   | 7  | 6  |
| R. C. Lens            | 13 | 14 | 15 | 17 | 18 | 16 | 15 | 14  | 15  | 10  | 10  | 6   | 6   | 6  | 7  | 7  | 7  | 8  | 8  | 6  | 6  | 6  | 6  | 6  | 5  | 6  | 6  | 6  | 6   | 6  | 6  | 6   | 6  | 7  |
| Olympique de Marsella | 5  | 6  | 2  | 3  | 4  | 8  | 12 | 6   | 8   | 9*  | 9*  | 10* | 12* | 8  | 6  | 6  | 6  | 7  | 7  | 8  | 8  | 9  | 9  | 7  | 7  | 7  | 7  | 8  | 9*  | 8  | 7  | 9*  | 8  | 8  |
| Stade de Reims        | 15 | 8  | 3  | 4  | 9  | 5  | 3  | 5   | 6   | 5   | 4   | 5   | 5   | 5  | 8  | 8  | 8  | 6  | 6  | 7  | 9  | 8  | 8  | 9  | 9  | 9  | 9  | 7  | 8   | 10 | 11 | 12* | 10 | 9  |
| Stade Rennes          | 1  | 3  | 6  | 7  | 8  | 9  | 6  | 8   | 9   | 8   | 11  | 13  | 10  | 12 | 13 | 13 | 10 | 10 | 9  | 9  | 7  | 7  | 7  | 8  | 8  | 8  | 8  | 9  | 10  | 7  | 9  | 8   | 9  | 10 |
| Toulouse F. C.        | 4  | 7  | 11 | 12 | 13 | 15 | 11 | 10  | 10  | 12  | 14  | 14  | 15  | 15 | 15 | 15 | 16 | 14 | 14 | 12 | 14 | 13 | 11 | 10 | 11 | 11 | 11 | 11 | 11  | 11 | 10 | 11  | 11 | 11 |
| Montpellier H. S. C.  | 8  | 4  | 9  | 14 | 14 | 13 | 9  | 12* | 14* | 11* | 13* | 12* | 13  | 14 | 14 | 12 | 12 | 12 | 12 | 13 | 15 | 14 | 15 | 16 | 13 | 14 | 13 | 13 | 13  | 12 | 12 | 10  | 12 | 12 |
| Racing de Estrasburgo | 6  | 9  | 5  | 9  | 10 | 6  | 8  | 11  | 13  | 14  | 12  | 15* | 14* | 13 | 10 | 9  | 9  | 9  | 10 | 10 | 10 | 10 | 13 | 12 | 14 | 12 | 12 | 12 | 12  | 13 | 13 | 13  | 13 | 13 |
| F. C. Nantes          | 16 | 16 | 16 | 15 | 15 | 10 | 13 | 9   | 7   | 7   | 8   | 9   | 11  | 9  | 9  | 11 | 13 | 13 | 13 | 14 | 12 | 16 | 12 | 14 | 16 | 16 | 14 | 15 | 14  | 14 | 14 | 14  | 14 | 14 |
| Le Havre A. C.        | 7  | 13 | 14 | 10 | 11 | 7  | 10 | 13  | 11  | 13  | 7   | 7   | 8   | 10 | 11 | 10 | 11 | 11 | 11 | 11 | 11 | 12 | 14 | 15 | 12 | 13 | 15 | 14 | 15  | 16 | 15 | 15  | 15 | 15 |
| F. C. Metz            | 18 | 15 | 12 | 13 | 7  | 12 | 14 | 15  | 16  | 16  | 16  | 11  | 9   | 11 | 12 | 14 | 14 | 15 | 15 | 16 | 17 | 17 | 17 | 17 | 17 | 17 | 17 | 17 | 17  | 15 | 16 | 16  | 16 | 16 |
| F. C. Lorient         | 11 | 12 | 7  | 11 | 12 | 14 | 16 | 16  | 12  | 15  | 15  | 16  | 16  | 16 | 16 | 17 | 17 | 18 | 18 | 17 | 16 | 15 | 16 | 13 | 15 | 15 | 16 | 16 | 16* | 17 | 17 | 17  | 17 | 17 |
| Clermont Foot         | 17 | 18 | 18 | 16 | 17 | 18 | 18 | 18* | 17* | 17* | 17* | 17* | 17  | 17 | 17 | 18 | 18 | 17 | 17 | 18 | 18 | 18 | 18 | 18 | 18 | 18 | 18 | 18 | 18  | 18 | 18 | 18  | 18 | 18 |

(*) Indica la posición del equipo con un partido pendiente

## Resultados

### Primera vuelta
| Niza                | 1 – 1 | Lille    | Allianz Riviera         | 11 de agosto | 21:00 | 29 436 |
| Marsella            | 2 – 1 | Reims    | Stade Orange Vélodrome  | 12 de agosto | 17:00 | 63 787 |
| París Saint-Germain | 0 – 0 | Lorient  | Parque de los Príncipes | 12 de agosto | 21:00 | 47 579 |
| Brest               | 3 – 2 | Lens     | Estadio Francis-Le Blé  | 13 de agosto | 13:00 | 15 085 |
| Clermont            | 2 – 4 | Mónaco   | Stade Gabriel Montpied  | 13 de agosto | 15:00 | 10 450 |
| Montpellier         | 2 – 2 | Havre    | Stade de la Mosson      | 13 de agosto | 15:00 | 15 852 |
| Nantes              | 1 – 2 | Toulouse | Estadio de la Beaujoire | 13 de agosto | 15:00 | 30 578 |
| Rennes              | 5 – 1 | Metz     | Roazhon Park            | 13 de agosto | 17:05 | 26 065 |
| Racing              | 2 – 1 | Lyon     | Stade de la Meinau      | 13 de agosto | 20:45 | 25 410 |

| Metz     | 2 – 2 | Marsella            | Stade Saint-Symphorien      | 18 de agosto | 21:00 | 26 661 |
| Lyon     | 1 – 4 | Montpellier         | Groupama Stadium            | 19 de agosto | 17:00 | 42 576 |
| Toulouse | 1 – 1 | París Saint-Germain | Stadium de Toulouse         | 19 de agosto | 21:00 | 27 332 |
| Lille    | 2 – 0 | Nantes              | Grand Stade Lille Métropole | 20 de agosto | 13:00 | 34 536 |
| Havre    | 1 – 2 | Brest               | Grand Stade du Havre        | 20 de agosto | 15:00 | 19 574 |
| Lorient  | 1 – 1 | Niza                | Stade du Moustoir           | 20 de agosto | 15:00 | 15 848 |
| Reims    | 2 – 0 | Clermont            | Auguste Delaune             | 20 de agosto | 15:00 | 12 887 |
| Mónaco   | 3 – 0 | Racing              | Luis II                     | 20 de agosto | 17:05 | 10 072 |
| Lens     | 1 – 1 | Rennes              | Félix Bollaert              | 20 de agosto | 20:45 | 37 233 |

| Nantes              | 3 – 3 | Mónaco   | Estadio de la Beaujoire | 25 de agosto | 21:00 | 28 429 |
| Marsella            | 2 – 0 | Brest    | Stade Orange Vélodrome  | 26 de agosto | 17:00 | 63 592 |
| París Saint-Germain | 3 – 1 | Lens     | Parque de los Príncipes | 26 de agosto | 21:00 | 47 864 |
| Rennes              | 2 – 2 | Havre    | Roazhon Park            | 27 de agosto | 13:00 | 28 311 |
| Clermont            | 0 – 1 | Metz     | Stade Gabriel Montpied  | 27 de agosto | 15:00 | 9 146  |
| Montpellier         | 1 – 3 | Reims    | Stade de la Mosson      | 27 de agosto | 15:00 | 14 476 |
| Racing              | 2 – 0 | Toulouse | Stade de la Meinau      | 27 de agosto | 15:00 | 25 090 |
| Lorient             | 4 – 1 | Lille    | Stade du Moustoir       | 27 de agosto | 17:05 | 15 101 |
| Niza                | 0 – 0 | Lyon     | Allianz Riviera         | 27 de agosto | 20:45 | 28 033 |

| Nantes   | 1 – 1 | Marsella            | Beaujoire                   | 1 de septiembre | 21:00 | 34 600 |
| Brest    | 0 – 0 | Rennes              | Francis-Le Blé              | 2 de septiembre | 17:00 | 15 201 |
| Mónaco   | 3 – 0 | Lens                | Luis II                     | 2 de septiembre | 21:00 | 9 402  |
| Toulouse | 2 – 2 | Clermont            | Stadium de Toulouse         | 3 de septiembre | 13:00 | 28 285 |
| Havre    | 3 – 0 | Lorient             | Grand Stade du Havre        | 3 de septiembre | 15:00 | 18 707 |
| Lille    | 1 – 0 | Montpellier         | Grand Stade Lille Métropole | 3 de septiembre | 15:00 | 35 298 |
| Metz     | 2 – 2 | Reims               | Saint-Symphorien            | 3 de septiembre | 15:00 | 24 272 |
| Niza     | 2 – 0 | Racing              | Allianz Riviera             | 3 de septiembre | 17:05 | 20 215 |
| Lyon     | 1 – 4 | París Saint-Germain | Groupama Stadium            | 3 de septiembre | 20:45 | 51 657 |

| París Saint-Germain | 2 – 3 | Niza        | Parque de los Príncipes | 15 de septiembre | 21:00 | 47 874 |
| Rennes              | 2 – 2 | Lille       | Roazhon Park            | 16 de septiembre | 17:00 | 28 178 |
| Lens                | 0 – 1 | Metz        | Félix Bollaert          | 16 de septiembre | 21:00 | 37 988 |
| Lorient             | 2 – 2 | Mónaco      | Moustoir                | 17 de septiembre | 13:00 | 15 247 |
| Clermont            | 0 – 1 | Nantes      | Gabriel Montpied        | 17 de septiembre | 15:00 | 9 759  |
| Racing              | 2 – 2 | Montpellier | Meinau                  | 17 de septiembre | 15:00 | 25 128 |
| Reims               | 1 – 2 | Brest       | Auguste Delaune         | 17 de septiembre | 15:00 | 12 948 |
| Marsella            | 0 – 0 | Toulouse    | Vélodrome               | 17 de septiembre | 17:05 | 63 477 |
| Lyon                | 0 – 0 | Havre       | Groupama Stadium        | 17 de septiembre | 20:45 | 35 507 |

| Mónaco              | 0 – 1 | Niza     | Luis II                     | 22 de septiembre | 21:00 | 10 075 |
| Nantes              | 5 – 3 | Lorient  | De la Beaujoire             | 23 de septiembre | 17:00 | 30 704 |
| Brest               | 1 – 0 | Lyon     | Francis-Le Blé              | 23 de septiembre | 21:00 | 14 636 |
| Metz                | 0 – 1 | Racing   | Saint-Symphorien            | 24 de septiembre | 13:00 | 26 661 |
| Havre               | 2 – 1 | Clermont | Grand Stade du Havre        | 24 de septiembre | 15:00 | 18 071 |
| Lens                | 2 – 1 | Toulouse | Félix Bollaert              | 24 de septiembre | 15:00 | 37 506 |
| Montpellier         | 0 – 0 | Rennes   | Mosson                      | 24 de septiembre | 17:05 | 15 430 |
| París Saint-Germain | 4 – 0 | Marsella | Parque de los Príncipes     | 24 de septiembre | 20:45 | 47 926 |
| Lille               | 1 – 2 | Reims    | Grand Stade Lille Métropole | 26 de septiembre | 21:00 | 33 075 |

| Racing   | 0 – 1 | Lens                | De la Meinau         | 29 de septiembre | 21:00 | 26 001 |
| Clermont | 0 – 0 | París Saint-Germain | Gabriel Montpied     | 30 de septiembre | 17:00 | 10 586 |
| Mónaco   | 3 – 2 | Marsella            | Luis II              | 30 de septiembre | 21:00 | 9 912  |
| Reims    | 2 – 0 | Lyon                | Auguste Delaune      | 1 de octubre     | 13:00 | 16 477 |
| Havre    | 0 – 2 | Lille               | Grand Stade du Havre | 1 de octubre     | 15:00 | 21 919 |
| Niza     | 0 – 0 | Brest               | Allianz Riviera      | 1 de octubre     | 15:00 | 32 044 |
| Toulouse | 3 – 0 | Metz                | De Toulouse          | 1 de octubre     | 15:00 | 24 770 |
| Lorient  | 0 – 3 | Montpellier         | Du Moustoir          | 1 de octubre     | 17:05 | 13 492 |
| Rennes   | 3 – 1 | Nantes              | Roazhon Park         | 1 de octubre     | 20:45 | 27 316 |

| Racing      | 1 – 2 | Nantes              | De la Meinau     | 6 de octubre    | 21:00 | 25 274 |
| Metz        | 0 – 1 | Niza                | Saint-Symphorien | 7 de octubre    | 17:00 | 23 160 |
| Reims       | 1 – 3 | Mónaco              | Auguste Delaune  | 7 de octubre    | 21:00 | 19 000 |
| Marsella    | 3 – 0 | Havre               | Orange Vélodrome | 8 de octubre    | 13:00 | 63 576 |
| Brest       | 1 – 1 | Toulouse            | Francis-Le Blé   | 8 de octubre    | 15:00 | 14 509 |
| Lyon        | 3 – 3 | Lorient             | Groupama Stadium | 8 de octubre    | 15:00 | 43 100 |
| Lens        | 1 – 1 | Lille               | Félix Bollaert   | 8 de octubre    | 17:05 | 37 223 |
| Rennes      | 1 – 3 | París Saint-Germain | Roazhon Park     | 8 de octubre    | 20:45 | 27 734 |
| Montpellier | 1 – 1 | Clermont            | De la Mosson     | 29 de noviembre | 19:00 | 12 842 |

| Havre               | 0 – 0 | Lens        | Grand Stade du Havre        | 20 de octubre | 21:00 | 23 590 |
| París Saint-Germain | 3 – 0 | Racing      | Parque de los Príncipes     | 21 de octubre | 17:00 | 41 261 |
| Niza                | 1 – 0 | Marsella    | Allianz Riviera             | 21 de octubre | 21:00 | 31 423 |
| Lorient             | 2 – 1 | Rennes      | Du Moustoir                 | 22 de octubre | 13:00 | 16 711 |
| Lille               | 1 – 0 | Brest       | Grand Stade Lille Métropole | 22 de octubre | 15:00 | 34 358 |
| Nantes              | 2 – 0 | Montpellier | De la Beaujoire             | 22 de octubre | 15:00 | 26 864 |
| Toulouse            | 1 – 1 | Reims       | Stadium de Toulouse         | 22 de octubre | 15:00 | 23 895 |
| Mónaco              | 2 – 1 | Metz        | Luis II                     | 22 de octubre | 17:05 | 6 197  |
| Lyon                | 1 – 2 | Clermont    | Groupama Stadium            | 22 de octubre | 20:45 | 59 186 |

| Clermont    | 0 – 1 | Niza                | Gabriel Montpied            | 27 de octubre  | 21:00 | 10 140 |
| Reims       | 1 – 0 | Lorient             | Auguste Delaune             | 28 de octubre  | 17:00 | 14 033 |
| Lens        | 4 – 0 | Nantes              | Félix Bollaert              | 28 de octubre  | 21:00 | 38 223 |
| Brest       | 2 – 3 | París Saint-Germain | Francis-Le Blé              | 29 de octubre  | 13:00 | 15 183 |
| Lille       | 2 – 0 | Mónaco              | Grand Stade Lille Métropole | 29 de octubre  | 15:00 | 40 046 |
| Metz        | 0 – 0 | Havre               | Saint-Symphorien            | 29 de octubre  | 15:00 | 20 718 |
| Montpellier | 3 – 0 | Toulouse            | De la Mosson                | 29 de octubre  | 15:00 | 13 209 |
| Rennes      | 1 – 1 | Racing              | Roazhon Park                | 29 de octubre  | 17:05 | 28 100 |
| Marsella    | 3 – 0 | Lyon                | Orange Vélodrome            | 6 de diciembre | 21:00 | 54 238 |

| París Saint-Germain | 3 – 0 | Montpellier | Parque de los Príncipes | 3 de noviembre | 21:00 | 47 647 |
| Lorient             | 0 – 0 | Lens        | Du Moustoir             | 4 de noviembre | 17:00 | 16 599 |
| Marsella            | 0 – 0 | Lille       | Orange Vélodrome        | 4 de noviembre | 21:00 | 63 674 |
| Lyon                | 1 – 1 | Metz        | Groupama Stadium        | 5 de noviembre | 13:00 | 42 040 |
| Nantes              | 0 – 1 | Reims       | De la Beaujoire         | 5 de noviembre | 15:00 | 33 621 |
| Racing              | 0 – 0 | Clermont    | De la Meinau            | 5 de noviembre | 15:00 | 25 039 |
| Toulouse            | 1 – 2 | Havre       | Stadium de Toulouse     | 5 de noviembre | 15:00 | 25 039 |
| Mónaco              | 2 – 0 | Brest       | Luis II                 | 5 de noviembre | 17:05 | 9 244  |
| Niza                | 2 – 0 | Rennes      | Allianz Riviera         | 5 de noviembre | 20:45 | 22 430 |

| Montpellier | 0 – 0 | Niza                | De la Mosson                | 10 de noviembre | 21:00 | 13 452 |
| Reims       | 0 – 3 | París Saint-Germain | Auguste Delaune             | 11 de noviembre | 17:00 | 20 500 |
| Havre       | 0 – 0 | Mónaco              | Grand Stade du Havre        | 11 de noviembre | 21:00 | 23 008 |
| Clermont    | 1 – 0 | Lorient             | Gabriel Montpied            | 12 de noviembre | 15:00 | 9 798  |
| Lille       | 1 – 1 | Toulouse            | Grand Stade Lille Métropole | 12 de noviembre | 15:00 | 34 959 |
| Metz        | 3 – 1 | Nantes              | Saint-Symphorien            | 12 de noviembre | 15:00 | 21 674 |
| Rennes      | 0 – 1 | Lyon                | Roazhon Park                | 12 de noviembre | 17:05 | 28 441 |
| Lens        | 1 – 0 | Marsella            | Félix Bollaert              | 12 de noviembre | 20:45 | 38 223 |
| Brest       | 1 – 1 | Racing              | Francis-Le Blé              | 7 de diciembre  | 20:30 | 14 569 |

| París Saint-Germain | 5 – 2 | Mónaco   | Parque de los Príncipes | 24 de noviembre | 21:00 | 47 896 |
| Clermont            | 0 – 3 | Lens     | Gabriel Montpied        | 25 de noviembre | 17:00 | 10 455 |
| Racing              | 1 – 1 | Marsella | De la Meinau            | 25 de noviembre | 21:00 | 25 443 |
| Niza                | 1 – 0 | Toulouse | Allianz Riviera         | 26 de noviembre | 13:00 | 21 849 |
| Lorient             | 2 – 3 | Metz     | Du Moustoir             | 26 de noviembre | 15:00 | 14 469 |
| Montpellier         | 1 – 3 | Brest    | De la Mosson            | 26 de noviembre | 15:00 | 12 311 |
| Nantes              | 0 – 0 | Havre    | De la Beaujoire         | 26 de noviembre | 15:00 | 29 346 |
| Rennes              | 3 – 1 | Reims    | Roazhon Park            | 26 de noviembre | 17:05 | 27 718 |
| Lyon                | 0 – 2 | Lille    | Groupama Stadium        | 26 de noviembre | 20:45 | 40 029 |

| Reims    | 2 – 1 | Racing              | Auguste Delaune             | 1 de diciembre | 21:00 | 14 500 |
| Lens     | 3 – 2 | Lyon                | Félix Bollaert              | 2 de diciembre | 17:00 | 38 130 |
| Nantes   | 1 – 0 | Niza                | De la Beaujoire             | 2 de diciembre | 21:00 | 26 560 |
| Havre    | 0 – 2 | París Saint-Germain | Grand Stade du Havre        | 3 de diciembre | 13:00 | 24 569 |
| Brest    | 3 – 0 | Clermont            | Francis-Le Blé              | 3 de diciembre | 15:00 | 14 324 |
| Mónaco   | 2 – 0 | Montpellier         | Luis II                     | 3 de diciembre | 15:00 | 4 599  |
| Toulouse | 1 – 1 | Lorient             | Stadium de Toulouse         | 3 de diciembre | 15:00 | 22 799 |
| Lille    | 2 – 0 | Metz                | Grand Stade Lille Métropole | 3 de diciembre | 17:05 | 38 065 |
| Marsella | 2 – 0 | Rennes              | Orange Vélodrome            | 3 de diciembre | 20:45 | 54 162 |

| Montpellier         | 0 – 0 | Lens     | De la Mosson            | 8 de diciembre  | 21:00 | 14 159 |
| Rennes              | 1 – 2 | Mónaco   | Roazhon Park            | 9 de diciembre  | 17:00 | 26 856 |
| París Saint-Germain | 2 – 1 | Nantes   | Parque de los Príncipes | 9 de diciembre  | 21:00 | 47 926 |
| Niza                | 2 – 1 | Reims    | Allianz Riviera         | 10 de diciembre | 13:00 | 24 325 |
| Clermont            | 0 – 0 | Lille    | Gabriel Montpied        | 10 de diciembre | 15:00 | 8 789  |
| Metz                | 0 – 1 | Brest    | Saint-Symphorien        | 10 de diciembre | 15:00 | 20 157 |
| Racing              | 2 – 1 | Havre    | De la Meinau            | 10 de diciembre | 15:00 | 25 173 |
| Lyon                | 3 – 0 | Toulouse | Groupama Stadium        | 10 de diciembre | 17:05 | 36 777 |
| Lorient             | 2 – 4 | Marsella | Du Moustoir             | 10 de diciembre | 20:45 | 15 848 |

| Mónaco   | 0 – 1 | Lyon                | Luis II                     | 15 de diciembre | 21:00 | 18 523 |
| Havre    | 3 – 1 | Niza                | Grand Stade du Havre        | 16 de diciembre | 17:00 | 21 971 |
| Lens     | 2 – 0 | Reims               | Félix Bollaert              | 16 de diciembre | 21:00 | 38 055 |
| Nantes   | 0 – 2 | Brest               | De la Beaujoire             | 17 de diciembre | 13:00 | 26 560 |
| Lorient  | 1 – 2 | Racing              | Du Moustoir                 | 17 de diciembre | 15:00 | 14 580 |
| Metz     | 0 – 1 | Montpellier         | Saint-Symphorien            | 17 de diciembre | 15:00 | 23 473 |
| Toulouse | 0 – 0 | Rennes              | De Touluose                 | 17 de diciembre | 15:00 | 23 311 |
| Marsella | 2 – 1 | Clermont            | Orange Vélodrome            | 17 de diciembre | 17:05 | 63 753 |
| Lille    | 1 – 1 | París Saint-Germain | Grand Stade Lille Métropole | 17 de diciembre | 20:45 | 47 993 |

| Brest               | 4 – 0 | Lorient  | Francis-Le Blé          | 20 de diciembre | 21:00 | 14 544 |
| Clermont            | 1 – 3 | Rennes   | Gabriel Montpied        | 20 de diciembre | 21:00 | 8 840  |
| Lyon                | 1 – 0 | Nantes   | Groupama Stadium        | 20 de diciembre | 21:00 | 20 028 |
| Montpellier         | 1 – 1 | Marsella | De la Mosson            | 20 de diciembre | 21:00 | 18 565 |
| Niza                | 2 – 0 | Lens     | Allianz Riviera         | 20 de diciembre | 21:00 | 25 041 |
| París Saint-Germain | 3 – 1 | Metz     | Parque de los Príncipes | 20 de diciembre | 21:00 | 47 822 |
| Reims               | 1 – 0 | Havre    | Auguste Delaune         | 20 de diciembre | 21:00 | 14 835 |
| Racing              | 2 – 1 | Lille    | De la Meinau            | 20 de diciembre | 21:00 | 25 373 |
| Toulouse            | 1 – 2 | Mónaco   | De Toulouse             | 20 de diciembre | 21:00 | 23 881 |

### Segunda vuelta
| Marsella | 1 – 1 | Strasbourg          | Orange Vélodrome            | 12 de enero | 21:00 | 53 616 |
| Mónaco   | 1 – 3 | Reims               | Luis II                     | 13 de enero | 17:00 | 4 231  |
| Rennes   | 2 – 0 | Niza                | Roazhon Park                | 13 de enero | 21:00 | 26 689 |
| Lille    | 3 – 0 | Lorient             | Grand Stade Lille Métropole | 14 de enero | 13:00 | 35 204 |
| Brest    | 2 – 0 | Montpellier         | Francis-Le Blé              | 14 de enero | 15:00 | 12 712 |
| Metz     | 0 – 1 | Toulouse            | Saint-Symphorien            | 14 de enero | 15:00 | 21 065 |
| Nantes   | 1 – 2 | Clermont            | De la Beaujoire             | 14 de enero | 15:00 | 20 866 |
| Havre    | 3 – 1 | Lyon                | Grand Stade du Havre        | 14 de enero | 17:05 | 23 146 |
| Lens     | 0 – 2 | París Saint-Germain | Félix Bollaert              | 14 de enero | 20:45 | 38 200 |

| Lyon                | 2 – 3 | Rennes     | Groupama Stadium        | 26 de enero | 21:00 | 40 516 |
| Niza                | 1 – 0 | Metz       | Allianz Riviera         | 27 de enero | 17:00 | 20 137 |
| Marsella            | 2 – 2 | Mónaco     | Orange Vélodrome        | 27 de enero | 21:00 | 63 029 |
| Montpellier         | 0 – 0 | Lille      | De la Mosson            | 28 de enero | 13:00 | 12 575 |
| Clermont            | 1 – 1 | Strasbourg | Gabriel Montpied        | 28 de enero | 15:00 | 9 047  |
| Lorient             | 3 – 3 | Havre      | Du Moustoir             | 28 de enero | 15:00 | 15 207 |
| Reims               | 0 – 0 | Nantes     | Auguste Delaune         | 28 de enero | 15:00 | 14 388 |
| Toulouse            | 0 – 2 | Lens       | Fe Toulouse             | 28 de enero | 17:05 | 27 310 |
| París Saint-Germain | 2 – 2 | Brest      | Parque de los Príncipes | 28 de enero | 20:45 | 46 905 |

| Racing | 1 – 2 | París Saint-Germain | De la Meinau                | 2 de febrero | 21:00 | 25 834 |
| Rennes | 2 – 1 | Montpellier         | Roazhon Park                | 3 de febrero | 17:00 | 24 898 |
| Nantes | 0 – 1 | Lens                | De la Beaujoire             | 3 de febrero | 21:00 | 34 167 |
| Mónaco | 1 – 1 | Havre               | Luis II                     | 4 de febrero | 13:00 | 5 962  |
| Lille  | 4 – 0 | Clermont            | Grand Stade Lille Métropole | 4 de febrero | 15:00 | 38 597 |
| Metz   | 1 – 2 | Lorient             | Saint-Symphorien            | 4 de febrero | 15:00 | 21 044 |
| Reims  | 2 – 3 | Toulouse            | Auguste Delaune             | 4 de febrero | 15:00 | 12 817 |
| Brest  | 0 – 0 | Niza                | Francis-Le Blé              | 4 de febrero | 17:05 | 13 442 |
| Lyon   | 1 – 0 | Marsella            | Groupama Stadium            | 4 de febrero | 20:45 | 46 380 |

| Marsella            | 1 – 1 | Metz   | Orange Vélodrome        | 9 de febrero  | 21:00 | 62 686 |
| Lens                | 3 – 1 | Racing | Félix Bollaert          | 10 de febrero | 17:00 | 38 161 |
| París Saint-Germain | 3 – 1 | Lille  | Parque de los Príncipes | 10 de febrero | 21:00 | 47 716 |
| Havre               | 0 – 1 | Rennes | Grand Stade du Havre    | 11 de febrero | 13:00 | 22 702 |
| Clermont            | 1 – 1 | Brest  | Gabriel Montpied        | 11 de febrero | 15:00 | 8 893  |
| Lorient             | 2 – 0 | Reims  | Du Moustoir             | 11 de febrero | 15:00 | 15 096 |
| Toulouse            | 1 – 2 | Nantes | De Toulouse             | 11 de febrero | 15:00 | 28 933 |
| Montpellier         | 1 – 2 | Lyon   | De la Mosson            | 11 de febrero | 17:05 | 15 519 |
| Niza                | 2 – 3 | Mónaco | Allianz Riviera         | 11 de febrero | 20:45 | 24 788 |

| Lyon        | 1 – 0 | Niza                | Groupama Stadium            | 16 de febrero | 21:00 | 48 033 |
| Lille       | 3 – 0 | Havre               | Grand Stade Lille Métropole | 17 de febrero | 17:00 | 40 317 |
| Nantes      | 0 – 2 | París Saint-Germain | De la Beaujoire             | 17 de febrero | 21:00 | 34 038 |
| Racing      | 1 – 3 | Lorient             | De la Meinau                | 18 de febrero | 13:00 | 25 103 |
| Mónaco      | 1 – 2 | Toulouse            | Luis II                     | 18 de febrero | 15:00 | 4702   |
| Montpellier | 3 – 0 | Metz                | De la Mosson                | 18 de febrero | 15:00 | 12 532 |
| Rennes      | 3 – 1 | Clermont            | Roazhon Park                | 18 de febrero | 15:00 | 27 501 |
| Reims       | 1 – 1 | Lens                | Auguste Delaune             | 18 de febrero | 17:05 | 20 116 |
| Brest       | 1 – 0 | Marsella            | Francis-Le Blé              | 18 de febrero | 20:45 | 14 766 |

| Metz                | 1 – 2 | Lyon        | Stade Saint-Symphorien  | 23 de febrero | 21:00 | 27 560 |
| Lorient             | 0 – 1 | Nantes      | Stade du Moustoir       | 24 de febrero | 15:00 | 16 783 |
| Racing              | 0 – 3 | Brest       | Stade de la Meinau      | 24 de febrero | 21:00 | 25 140 |
| Lens                | 2 – 3 | Mónaco      | Estadio Félix Bollaert  | 25 de febrero | 13:00 | 37 992 |
| Havre               | 1 – 2 | Reims       | Grand Stade du Havre    | 25 de febrero | 15:00 | 22 046 |
| Niza                | 0 – 0 | Clermont    | Allianz Riviera         | 25 de febrero | 15:00 | 22 081 |
| Toulouse            | 3 – 1 | Lille       | Stadium de Toulouse     | 25 de febrero | 15:00 | 24 110 |
| París Saint-Germain | 1 – 1 | Rennes      | Parque de los Príncipes | 25 de febrero | 17:05 | 47 874 |
| Marsella            | 4 – 1 | Montpellier | Stade Orange Vélodrome  | 25 de febrero | 20:45 | 61 263 |

| Mónaco      | 0 – 0 | París Saint-Germain | Estadio Luis II         | 1 de marzo | 21:00 | 14 700 |
| Reims       | 0 – 1 | Lille               | Estadio Auguste Delaune | 2 de marzo | 15:00 | 16 452 |
| Clermont    | 1 – 5 | Marsella            | Stade Gabriel Montpied  | 2 de marzo | 21:00 | 10 592 |
| Toulouse    | 2 – 1 | Niza                | Stadium de Toulouse     | 3 de marzo | 13:00 | 25 507 |
| Brest       | 1 – 0 | Havre               | Estadio Francis-Le Blé  | 3 de marzo | 15:00 | 14 718 |
| Montpellier | 2 – 2 | Racing              | Stade de la Mosson      | 3 de marzo | 15:00 | 11 635 |
| Nantes      | 0 – 2 | Metz                | Estadio de la Beaujoire | 3 de marzo | 15:00 | 27 132 |
| Rennes      | 1 – 2 | Lorient             | Roazhon Park            | 3 de marzo | 17:05 | 28 615 |
| Lyon        | 0 – 3 | Lens                | Groupama Stadium        | 3 de marzo | 20:45 | 48 242 |

| Niza                | 1 – 2 | Montpellier | Allianz Riviera             | 8 de marzo  | 21:00 | 21 819 |
| Lorient             | 0 – 2 | Lyon        | Stade du Moustoir           | 9 de marzo  | 15:00 | 16 426 |
| Lens                | 1 – 0 | Brest       | Estadio Félix Bollaert      | 9 de marzo  | 21:00 | 38 016 |
| París Saint-Germain | 2 – 2 | Reims       | Parque de los Príncipes     | 10 de marzo | 13:00 | 47 917 |
| Havre               | 1 – 0 | Toulouse    | Grand Stade du Havre        | 10 de marzo | 15:00 | 21 462 |
| Metz                | 1 – 0 | Clermont    | Stade Saint-Symphorien      | 10 de marzo | 15:00 | 22 673 |
| Racing              | 0 – 1 | Mónaco      | Stade de la Meinau          | 10 de marzo | 15:00 | 25 391 |
| Lille               | 2 – 2 | Rennes      | Grand Stade Lille Métropole | 10 de marzo | 17:05 | 40 383 |
| Marsella            | 2 – 0 | Nantes      | Stade Orange Vélodrome      | 10 de marzo | 20:45 | 56 958 |

| Toulouse    | 2 – 3 | Lyon                | Stadium de Toulouse     | 15 de marzo | 21:00 | 28 436 |
| Nantes      | 1 – 3 | Racing              | Estadio de la Beaujoire | 16 de marzo | 15:00 | 29 487 |
| Lens        | 1 – 3 | Niza                | Estadio Félix Bollaert  | 16 de marzo | 21:00 | 37 346 |
| Brest       | 1 – 1 | Lille               | Estadio Francis-Le Blé  | 17 de marzo | 13:00 | 14 774 |
| Clermont    | 2 – 1 | Havre               | Stade Gabriel Montpied  | 17 de marzo | 15:00 | 9 638  |
| Mónaco      | 2 – 2 | Lorient             | Estadio Luis II         | 17 de marzo | 15:00 | 5 090  |
| Reims       | 2 – 1 | Metz                | Estadio Auguste Delaune | 17 de marzo | 15:00 | 14 335 |
| Rennes      | 2 – 0 | Marsella            | Roazhon Park            | 17 de marzo | 17:05 | 28 610 |
| Montpellier | 2 – 6 | París Saint-Germain | Stade de la Mosson      | 17 de marzo | 20:45 | 19 202 |

| Lille    | 2 – 1 | Lens                | Grand Stade Lille Métropole | 29 de marzo | 21:00 | 48 233 |
| Metz     | 2 – 5 | Mónaco              | Stade Saint-Symphorien      | 30 de marzo | 15:00 | 26 661 |
| Lyon     | 1 – 1 | Reims               | Groupama Stadium            | 30 de marzo | 21:00 | 43 097 |
| Lorient  | 0 – 1 | Brest               | Stade du Moustoir           | 31 de marzo | 13:00 | 16 745 |
| Clermont | 0 – 3 | Toulouse            | Stade Gabriel Montpied      | 31 de marzo | 15:00 | 10 499 |
| Havre    | 0 – 2 | Montpellier         | Grand Stade du Havre        | 31 de marzo | 15:00 | 20 556 |
| Niza     | 1 – 2 | Nantes              | Allianz Riviera             | 31 de marzo | 15:00 | 21 142 |
| Racing   | 2 – 0 | Rennes              | Stade de la Meinau          | 31 de marzo | 17:05 | 25 407 |
| Marsella | 0 – 2 | París Saint-Germain | Stade Orange Vélodrome      | 31 de marzo | 20:45 | 66 046 |

| Lille               | 3 – 1 | Marsella | Grand Stade Lille Métropole | 5 de abril | 21:00 | 46 864 |
| Lens                | 1 - 1 | Havre    | Estadio Félix Bollaert      | 6 de abril | 15:00 | 38 223 |
| París Saint-Germain | 1 – 1 | Clermont | Parque de los Príncipes     | 6 de abril | 21:00 | 47 607 |
| Brest               | 4 – 3 | Metz     | Estadio Francis-Le Blé      | 7 de abril | 13:00 | 14 656 |
| Montpellier         | 2 – 0 | Lorient  | Stade de la Mosson          | 7 de abril | 17:00 | 15 234 |
| Reims               | 0 – 0 | Niza     | Estadio Auguste Delaune     | 7 de abril | 17:00 | 14 606 |
| Toulouse            | 0 – 0 | Racing   | Stadium de Toulouse         | 7 de abril | 17:00 | 23 672 |
| Mónaco              | 1 – 0 | Rennes   | Estadio Luis II             | 7 de abril | 17:05 | 6634   |
| Nantes              | 1 – 3 | Lyon     | Estadio de la Beaujoire     | 7 de abril | 20:45 |        |

| Metz     | 2 – 1 | Lens                | Stade Saint-Symphorien | 12 de abril | 21:00 | 23 002 |
| Racing   | 3 – 1 | Reims               | Stade de la Meinau     | 13 de abril | 17:00 | 25 436 |
| Rennes   | 1 – 2 | Toulouse            | Roazhon Park           | 13 de abril | 21:00 | 28 055 |
| Havre    | 0 – 1 | Nantes              | Grand Stade du Havre   | 14 de abril | 13:00 | 23 021 |
| Clermont | 1 – 1 | Montpellier         | Stade Gabriel Montpied | 14 de abril | 15:00 | 10 174 |
| Lyon     | 4 – 3 | Brest               | Groupama Stadium       | 14 de abril | 20:45 | 47 958 |
| Lorient  | 1 – 4 | París Saint-Germain | Stade du Moustoir      | 24 de abril | 19:00 | 16 738 |
| Mónaco   | 1 – 0 | Lille               | Estadio Luis II        | 24 de abril | 21:00 | 7 069  |
| Marsella | 2 – 2 | Niza                | Stade Orange Vélodrome | 24 de abril | 21:00 | 58 151 |

| Niza                | 3 – 0 | Lorient     | Allianz Riviera             | 19 de abril | 21:00 | 21 067 |
| Nantes              | 0 – 3 | Rennes      | Estadio de la Beaujoire     | 20 de abril | 15:00 | 25 433 |
| Lens                | 1 – 0 | Clermont    | Estadio Félix Bollaert      | 20 de abril | 21:00 | 37 495 |
| Havre               | 0 – 1 | Metz        | Grand Stade du Havre        | 21 de abril | 15:00 | 21 250 |
| Lille               | 1 – 0 | Racing      | Grand Stade Lille Métropole | 21 de abril | 15:00 | 40 381 |
| Reims               | 1 – 2 | Montpellier | Estadio Auguste Delaune     | 21 de abril | 15:00 | 14 183 |
| Brest               | 0 – 2 | Mónaco      | Estadio Francis-Le Blé      | 21 de abril | 17:05 | 14 856 |
| Toulouse            | 2 – 2 | Marsella    | Stadium de Toulouse         | 21 de abril | 19:00 | 29 809 |
| París Saint-Germain | 4 – 1 | Lyon        | Parque de los Príncipes     | 21 de abril | 21:00 | 47 700 |

| Montpellier             | 1 – 1 | Nantes   | Stade de la Mosson      | 26 de abril | 21:00 | 17 331 |
| París Saint-Germain (C) | 3 – 3 | Havre    | Parque de los Príncipes | 27 de abril | 21:00 | 47 922 |
| Metz                    | 1 – 2 | Lille    | Stade Saint-Symphorien  | 28 de abril | 13:00 | 24 720 |
| Clermont                | 4 – 1 | Reims    | Stade Gabriel Montpied  | 28 de abril | 15:00 | 8 713  |
| Lorient                 | 1 – 2 | Toulouse | Stade du Moustoir       | 28 de abril | 15:00 | 16 125 |
| Racing                  | 1 – 3 | Niza     | Stade de la Meinau      | 28 de abril | 15:00 | 25 181 |
| Rennes                  | 4 – 5 | Brest    | Roazhon Park            | 28 de abril | 17:05 | 28 527 |
| Lyon                    | 3 – 2 | Mónaco   | Groupama Stadium        | 28 de abril | 19:00 | 55 939 |
| Marsella                | 2 – 1 | Lens     | Stade Orange Vélodrome  | 28 de abril | 21:00 | 59 490 |

| Toulouse | 1 – 2 | Montpellier         | Stadium de Toulouse         | 3 de mayo  | 19:00 | 24 740 |
| Lens     | 2 – 0 | Lorient             | Estadio Félix Bollaert      | 3 de mayo  | 21:00 | 37 569 |
| Havre    | 3 – 1 | Racing              | Grand Stade du Havre        | 4 de mayo  | 15:00 | 22 293 |
| Mónaco   | 4 – 1 | Clermont            | Estadio Luis II             | 4 de mayo  | 17:00 | 7 256  |
| Metz     | 2 – 3 | Rennes              | Saint-Symphorien            | 4 de mayo  | 19:00 | 23 290 |
| Brest    | 0 – 0 | Nantes              | Estadio Francis-Le Blé      | 4 de mayo  | 21:00 | 15 159 |
| Lille    | 3 – 4 | Lyon                | Grand Stade Lille Métropole | 6 de mayo  | 21:00 | 45 227 |
| Niza     | 1 – 2 | París Saint-Germain | Allianz Riviera             | 15 de mayo | 21:00 | 33 818 |
| Reims    | 1 – 0 | Marsella            | Estadio Auguste Delaune     | 15 de mayo | 21:00 | 19 020 |

| Brest               | 1 – 1 | Reims    | Estadio Francis-Le Blé  | 10 de mayo | 21:00 | 14 623 |
| Niza                | 1 – 0 | Havre    | Allianz Riviera         | 10 de mayo | 21:00 | 24 529 |
| Clermont            | 0 – 1 | Lyon     | Stade Gabriel Montpied  | 12 de mayo | 21:00 | 10 603 |
| Marsella            | 3 – 1 | Lorient  | Stade Orange Vélodrome  | 12 de mayo | 21:00 | 62 082 |
| Montpellier         | 0 – 2 | Mónaco   | Stade de la Mosson      | 12 de mayo | 21:00 | 14 829 |
| Nantes              | 1 – 2 | Lille    | Estadio de la Beaujoire | 12 de mayo | 21:00 | 26 529 |
| París Saint-Germain | 1 – 3 | Toulouse | Parque de los Príncipes | 12 de mayo | 21:00 | 47 855 |
| Racing              | 2 – 1 | Metz     | Stade de la Meinau      | 12 de mayo | 21:00 | 25 686 |
| Rennes              | 1 – 1 | Lens     | Roazhon Park            | 12 de mayo | 21:00 | 28 660 |

| Havre    | 1 – 2 | Marsella            | Grand Stade du Havre        | 19 de mayo | 21:00 | 24 050 |
| Lens     | 2 – 2 | Montpellier         | Estadio Félix Bollaert      | 19 de mayo | 21:00 | 37 433 |
| Lille    | 2 – 2 | Niza                | Grand Stade Lille Métropole | 19 de mayo | 21:00 | 45 488 |
| Lorient  | 5 – 0 | Clermont            | Stade du Moustoir           | 19 de mayo | 21:00 | 16 176 |
| Lyon     | 2 – 1 | Racing              | Groupama Stadium            | 19 de mayo | 21:00 | 57 027 |
| Metz     | 0 – 2 | París Saint-Germain | Stade Saint-Symphorien      | 19 de mayo | 21:00 | 28 455 |
| Mónaco   | 4 – 0 | Nantes              | Estadio Luis II             | 19 de mayo | 21:00 | 7 343  |
| Reims    | 2 – 1 | Rennes              | Estadio Auguste Delaune     | 19 de mayo | 21:00 | 16 077 |
| Toulouse | 0 – 3 | Brest               | Stadium de Toulouse         | 19 de mayo | 21:00 | 28 885 |

### Campeón
| Campeón                         |
| Francia                         |
| París Saint-Germain 12.o título |

### Tabla de resultados cruzados
| Local \ Visitante     | ASM | CLE | HAV | LIL | LOR | MET | MON | NAN | NIZ | LYO | MAR | PSG | RAC | RCL | BRE | REI | REN | TOU |
| --------------------- | --- | --- | --- | --- | --- | --- | --- | --- | --- | --- | --- | --- | --- | --- | --- | --- | --- | --- |
| A. S. Mónaco          | —   | 4–1 | 1–1 | 1–0 | 2–2 | 2–1 | 2–0 | 4–0 | 0–1 | 0–1 | 3–2 | 0–0 | 3–0 | 3–0 | 2–0 | 1–3 | 1–0 | 1–2 |
| Clermont Foot         | 2–4 | —   | 2–1 | 0–0 | 1–0 | 0–1 | 1–1 | 0–1 | 0–1 | 0–1 | 1–5 | 0–0 | 1–1 | 0–3 | 1–1 | 4–1 | 1–3 | 0–3 |
| Le Havre A. C.        | 0–0 | 2–1 | —   | 0–2 | 3–0 | 0–1 | 0–2 | 0–1 | 3–1 | 3–1 | 1–2 | 0–2 | 3–1 | 0–0 | 1–2 | 1–2 | 0–1 | 1–0 |
| Lille O. S. C.        | 2–0 | 4–0 | 3–0 | —   | 3–0 | 2–0 | 1–0 | 2–0 | 2–2 | 3–4 | 3–1 | 1–1 | 1–0 | 2–1 | 1–0 | 1–2 | 2–2 | 1–1 |
| F. C. Lorient         | 2–2 | 5–0 | 3–3 | 4–1 | —   | 2–3 | 0–3 | 0–1 | 1–1 | 0–2 | 2–4 | 1–4 | 1–2 | 0–0 | 0–1 | 2–0 | 2–1 | 1–2 |
| F. C. Metz            | 2–5 | 1–0 | 0–0 | 1–2 | 1–2 | —   | 0–1 | 3–1 | 0–1 | 1–2 | 2–2 | 0–2 | 0–1 | 2–1 | 0–1 | 2–2 | 2–3 | 0–1 |
| Montpellier H. S. C.  | 0–2 | 1–1 | 2–2 | 0–0 | 2–0 | 3–0 | —   | 1–1 | 0–0 | 1–2 | 1–1 | 2–6 | 2–2 | 0–0 | 1–3 | 1–3 | 0–0 | 3–0 |
| F. C. Nantes          | 3–3 | 1–2 | 0–0 | 1–2 | 5–3 | 0–2 | 2–0 | —   | 1–0 | 1–3 | 1–1 | 0–2 | 1–3 | 0–1 | 0–2 | 0–1 | 0–3 | 1–2 |
| O. G. C. Niza         | 2–3 | 0–0 | 1–0 | 1–1 | 3–0 | 1–0 | 1–2 | 1–2 | —   | 0–0 | 1–0 | 1–2 | 2–0 | 2–0 | 0–0 | 2–1 | 2–0 | 1–0 |
| Olympique de Lyon     | 3–2 | 1–2 | 0–0 | 0–2 | 3–3 | 1–1 | 1–4 | 1–0 | 1–0 | —   | 1–0 | 1–4 | 2–1 | 0–3 | 4–3 | 1–1 | 2–3 | 3–0 |
| Olympique de Marsella | 2–2 | 2–1 | 3–0 | 0–0 | 3–1 | 1–1 | 4–1 | 2–0 | 2–2 | 3–0 | —   | 0–2 | 1–1 | 2–1 | 2–0 | 2–1 | 2–0 | 0–0 |
| París Saint-Germain   | 5–2 | 1–1 | 3–3 | 3–1 | 0–0 | 3–1 | 3–0 | 2–1 | 2–3 | 4–1 | 4–0 | —   | 3–0 | 3–1 | 2–2 | 2–2 | 1–1 | 1–3 |
| Racing de Estrasburgo | 0–1 | 0–0 | 2–1 | 2–1 | 1–3 | 2–1 | 2–2 | 1–2 | 1–3 | 2–1 | 1–1 | 1–2 | —   | 0–1 | 0–3 | 3–1 | 2–0 | 2–0 |
| R. C. Lens            | 2–3 | 1–0 | 1–1 | 1–1 | 2–0 | 0–1 | 2–2 | 4–0 | 1–3 | 3–2 | 1–0 | 0–2 | 3–1 | —   | 1–0 | 2–0 | 1–1 | 2–1 |
| Stade Brest           | 0–2 | 3–0 | 1–0 | 1–1 | 4–0 | 4–3 | 2–0 | 0–0 | 0–0 | 1–0 | 1–0 | 2–3 | 1–1 | 3–2 | —   | 1–1 | 0–0 | 1–1 |
| Stade de Reims        | 1–3 | 2–0 | 1–0 | 0–1 | 1–0 | 2–1 | 1–2 | 0–0 | 0–0 | 2–0 | 1–0 | 0–3 | 2–1 | 1–1 | 1–2 | —   | 2–1 | 2–3 |
| Stade Rennes          | 1–2 | 3–1 | 2–2 | 2–2 | 1–2 | 5–1 | 2–1 | 3–1 | 2–0 | 0–1 | 2–0 | 1–3 | 1–1 | 1–1 | 4–5 | 3–1 | —   | 1–2 |
| Toulouse F. C.        | 1–2 | 2–2 | 1–2 | 3–1 | 1–1 | 3–0 | 1–2 | 1–2 | 2–1 | 2–3 | 2–2 | 1–1 | 0–0 | 0–2 | 0–3 | 1–1 | 0–0 | —   |

## Play-offs para laLigue 1 2024-25

### Cuadro de desarrollo
|  | Primera ronda de Ascenso | Primera ronda de Ascenso | Primera ronda de Ascenso |             |   | Segunda ronda de Ascenso | Segunda ronda de Ascenso | Segunda ronda de Ascenso |   |   | Promoción de Ascenso-Permanencia | Promoción de Ascenso-Permanencia | Promoción de Ascenso-Permanencia | Promoción de Ascenso-Permanencia | Promoción de Ascenso-Permanencia |  |
|  |                          |                          |                          |             |   |                          |                          |                          |   |   |                                  |                                  |                                  |                                  |                                  |  |
|  |                          |                          |                          |             |   |                          |                          |                          |   |   |                                  |                                  |                                  |                                  |                                  |  |
|  | 4                        | Rodez A. F.              | 2 (3)                    |             |   |                          |                          |                          |   |   |                                  |                                  |                                  |                                  |                                  |  |
|  | 4                        | Rodez A. F.              | 2 (3)                    |             |   |                          |                          |                          |   |   |                                  |                                  |                                  |                                  |                                  |  |
|  | 5                        | Paris F. C.              | 2 (2)                    |             |   |                          |                          |                          |   |   |                                  |                                  |                                  |                                  |                                  |  |
|  | 5                        | Paris F. C.              | 2 (2)                    |             | 3 | A. S. Saint-Étienne      | 2                        |                          |   |   |                                  |                                  |                                  |                                  |                                  |  |
|  |                          |                          |                          |             | 3 | A. S. Saint-Étienne      | 2                        |                          |   |   |                                  |                                  |                                  |                                  |                                  |  |
|  |                          |                          | 4                        | Rodez A. F. | 0 |                          |                          |                          |   |   |                                  |                                  |                                  |                                  |                                  |  |
|  |                          |                          | 4                        | Rodez A. F. | 0 |                          |                          |                          |   |   |                                  |                                  |                                  |                                  |                                  |  |
|  |                          |                          |                          |             |   |                          |                          |                          |   |   |                                  |                                  |                                  |                                  |                                  |  |
|  |                          |                          |                          |             |   |                          |                          |                          |   |   |                                  |                                  |                                  |                                  |                                  |  |
|  |                          |                          |                          |             |   |                          | 3                        | A. S. Saint-Étienne      | 2 | 2 | 4                                |                                  |                                  |                                  |                                  |  |
|  |                          |                          |                          |             |   |                          |                          |                          | 2 | 2 | 4                                |                                  |                                  |                                  |                                  |  |
|  |                          |                          | 16                       | F. C. Metz  | 1 | 2                        | 3                        |                          |   |   |                                  |                                  |                                  |                                  |                                  |  |
|  |                          |                          | 16                       | F. C. Metz  | 1 | 2                        | 3                        |                          |   |   |                                  |                                  |                                  |                                  |                                  |  |
|  |                          |                          |                          |             |   |                          |                          |                          |   |   |                                  |                                  |                                  |                                  |                                  |  |
|  |                          |                          |                          |             |   |                          |                          |                          |   |   |                                  |                                  |                                  |                                  |                                  |  |
|  |                          |                          |                          |             |   |                          |                          |                          |   |   |                                  |                                  |                                  |                                  |                                  |  |
|  |                          |                          |                          |             |   |                          |                          |                          |   |   |                                  |                                  |                                  |                                  |                                  |  |
|  |                          |                          |                          |             |   |                          |                          |                          |   |   |                                  |                                  |                                  |                                  |                                  |  |
|  |                          |                          |                          |             |   |                          |                          |                          |   |   |                                  |                                  |                                  |                                  |                                  |  |
|  |                          |                          |                          |             |   |                          |                          |                          |   |   |                                  |                                  |                                  |                                  |                                  |  |
|  |                          |                          |                          |             |   |                          |                          |                          |   |   |                                  |                                  |                                  |                                  |                                  |  |
|  |                          |                          |                          |             |   |                          |                          |                          |   |   |                                  |                                  |                                  |                                  |                                  |  |
|  |                          |                          |                          |             |   |                          |                          |                          |   |   |                                  |                                  |                                  |                                  |                                  |  |

### Primera ronda
| 21 de mayo de 2024 | Rodez A. F.                                            | 2:2 (2:2, 2:1) (t. s.)(3:2 p.) | Paris F. C.                                           | Stade Paul-Lignon, Rodez      |                               |
| 20:30 CEST         | Danger 8' · Corredor 33'                               |                                | Dicko 4' · Dabila 90+6'                               | Árbitro(s): Hakim Ben El Hadj | Árbitro(s): Hakim Ben El Hadj |
|                    |                                                        | Tiros desde el punto penal     |                                                       |                               |                               |
|                    | Raux-Yao · Buadés · Haag · Danger · Corredor · Verdier |                                | Gaudin · Doucet · Hamel · Mandouki · Jabbari · Camara |                               |                               |

### Segunda ronda
| 24 de mayo de 2024 | A. S. Saint-Étienne       | 2:0 (0:0) | Rodez A. F. | Estadio Geoffroy-Guichard, Saint-Étienne |                            |
| 20:30 CEST         | Cardona 64' · Mbuku 90+6' |           |             | Árbitro(s): Thomas Léonard               | Árbitro(s): Thomas Léonard |

### Tercera ronda
| Ida; 30 de mayo de 2024 | A. S. Saint-Étienne       | 2:1 (1:1) | F. C. Metz | Estadio Geoffroy-Guichard, Saint-Étienne |                           |
| 20:30 CEST              | Sissoko 19' · Cardona 80' |           | Traoré 45' | Árbitro(s): Benoît Millot                | Árbitro(s): Benoît Millot |

| Vuelta; 2 de junio de 2024 | F. C. Metz                         | 2:2 (2:1, 2:1) (t. s.)(Global 3:4) | A. S. Saint-Étienne     | Stade Saint-Symphorien, Metz |                            |
| 20:30 CEST                 | Camara 17' · Mikautudze 25' (pen.) |                                    | Pétrot 35' · Wadji 116' | Árbitro(s): Jérôme Brisard   | Árbitro(s): Jérôme Brisard |

- A. S. Saint-Étienne ganó por 4–3 en el marcador global. Por lo tanto, A. S. Saint-Étienne ascendió a la Ligue 1 y el F. C. Metz descendió a la Ligue 2, para la temporada 2024-25.

## Datos y estadísticas

### Récords
- Primer gol de la temporada: Anotado por Gaëtan Laborde, para el Niza contra el Lille (11 de agosto de 2023)
- Último gol de la temporada: Anotado por Mohamed Bayo, para el Le Havre contra el Olympique Marsella (19 de mayo de 2024)
- Gol más rápido: Anotado a los 21 segundos por Wissam Ben Yedder en el Olympique de Lyon 3 – 2 A. S. Mónaco (28 de abril de 2024)
- Gol más cercano al final del encuentro: Anotado a los 90+16 minutos por Ainsley Maitland-Niles en el Olympique de Lyon 4 – 3 Stade Brest (14 de abril de 2024)
- Mayor número de goles marcados en un partido: 9 goles, en el Stade Rennais 4 – 5 Stade Brestois (28 de abril de 2024)
- Partido con más espectadores: 66 046 espectadores en el Olympique Marsella 0 – 2 París Saint -Germain (31 de marzo de 2024)
- Partido con menos espectadores: 4 231 espectadores en el A. S. Mónaco 1 – 3 Stade Reims (13 de enero de 2024)
- Mayor victoria local: Lorient 5 – 0 Clermont (19 de mayo de 2024)
- Mayor victoria visitante: Montpellier 2 – 6 París Saint-Germain (17 de marzo de 2024)

### Máximos goleadores
| Pos. | Jugador                   | Goles | Part. | Pen. | Asi. | PG. | Prom. | Min. | M/G | P  | Club                  |
| ---- | ------------------------- | ----- | ----- | ---- | ---- | --- | ----- | ---- | --- | -- | --------------------- |
| 1    | Kylian Mbappé             | 27    | 29    | 6    | 7    | 17  | 0.93  | 2159 | 80  | 41 | París Saint-Germain   |
| 2    | Jonathan David            | 19    | 34    | 2    | 4    | 14  | 0.56  | 2629 | 138 | 33 | Lille O. S. C.        |
| 3    | Alexandre Lacazette       | 19    | 29    | 2    | 2    | 15  | 0.66  | 2294 | 121 | 34 | Olympique de Lyon     |
| 4    | Pierre-Emerick Aubameyang | 17    | 34    | 4    | 8    | 13  | 0.5   | 2622 | 154 | 32 | Olympique de Marsella |
| 5    | Wissam Ben Yedder         | 16    | 32    | 1    | 2    | 12  | 0.5   | 2316 | 154 | 24 | A. S. Mónaco          |
| 6    | Thijs Dallinga            | 14    | 33    | 1    | 3    | 14  | 0.42  | 2506 | 179 | 24 | Toulouse F. C.        |
| 7    | Georges Mikautadze        | 13    | 20    | 3    | 4    | 11  | 0.65  | 1748 | 134 | 16 | F. C. Metz            |
| 8    | Terem Moffi               | 11    | 30    | 3    | 2    | 8   | 0.37  | 1950 | 177 | 16 | O. G. C. Niza         |
| 9    | Gonçalo Ramos             | 11    | 29    | 1    | 2    | 9   | 0.38  | 1419 | 129 | 19 | París Saint-Germain   |
| 10   | Arnaud Kalimuendo         | 10    | 30    | 2    | 1    | 9   | 0.33  | 2139 | 214 | 22 | Stade Rennes          |

### Máximos asistentes
| Pos. | Jugador                   | Asistencias | Part. | Prom. | TL | PA | Min. | M/A | Club                  |
| ---- | ------------------------- | ----------- | ----- | ----- | -- | -- | ---- | --- | --------------------- |
| 1    | Ousmane Dembélé           | 10          | 26    | 0.38  | 0  | 9  | 1509 | 151 | París Saint-Germain   |
| 2    | Angel Gomes               | 8           | 31    | 0.26  | 2  | 8  | 2585 | 323 | Lille O. S. C.        |
| 3    | Romain Del Castillo       | 8           | 33    | 0.24  | 4  | 7  | 2521 | 315 | Stade Brest           |
| 4    | Pierre-Emerick Aubameyang | 8           | 34    | 0.24  | 0  | 7  | 2622 | 328 | Olympique de Marsella |
| 5    | Bradley Barcola           | 7           | 28    | 0.25  | 1  | 7  | 1647 | 235 | París Saint-Germain   |
| 6    | Kylian Mbappé             | 7           | 29    | 0.24  | 0  | 7  | 2159 | 308 | París Saint-Germain   |
| 7    | Junya Ito                 | 7           | 31    | 0.23  | 1  | 7  | 2723 | 389 | Stade de Reims        |
| 8    | Téji Savanier             | 7           | 32    | 0.22  | 2  | 7  | 2778 | 397 | Montpellier H. S. C.  |
| 9    | Moses Simon               | 6           | 22    | 0.27  | 0  | 5  | 1793 | 299 | F. C. Nantes          |
| 10   | Aleksandr Golovín         | 6           | 25    | 0.24  | 1  | 6  | 2156 | 359 | A. S. Mónaco          |

### Autogoles
| Fecha                    | Jugador            | Minuto | Local                 | Resultado | Visitante             | Jornada    |
| ------------------------ | ------------------ | ------ | --------------------- | --------- | --------------------- | ---------- |
| 17 de septiembre de 2023 | Benjamin Lecomte   | 63'    | Racing de Estrasburgo | 2 - 2     | Montpellier H. S. C.  | Jornada 5  |
| 1 de octubre de 2023     | Yoann Salmier      | 52'    | Le Havre A. C.        | 0 - 2     | Lille O. S. C.        | Jornada 7  |
| 8 de octubre de 2023     | Arouna Sangante    | 18'    | Olympique de Marsella | 3 - 0     | Le Havre A. C.        | Jornada 8  |
| 22 de octubre de 2023    | Florent Ogier      | 52'    | Olympique de Lyon     | 1 - 2     | Clermont Foot         | Jornada 9  |
| 22 de octubre de 2023    | Warmed Omari       | 3'     | F. C. Lorient         | 2 - 1     | Stade Rennes          | Jornada 9  |
| 5 de noviembre de 2023   | Steve Mandanda     | 87'    | O. G. C. Niza         | 2 - 0     | Stade Rennes          | Jornada 11 |
| 26 de noviembre de 2023  | Maxime Estève      | 20'    | Montpellier H. S. C.  | 1 - 3     | Stade Brest           | Jornada 13 |
| 1 de diciembre de 2023   | Lucas Perrin       | 42'    | Stade de Reims        | 2 - 1     | Racing de Estrasburgo | Jornada 14 |
| 20 de diciembre de 2023  | Abakar Sylla       | 20'    | Racing de Estrasburgo | 2 - 1     | Lille O. S. C.        | Jornada 17 |
| 20 de diciembre de 2023  | Leny Yoro          | 41'    | Racing de Estrasburgo | 2 - 1     | Lille O. S. C.        | Jornada 17 |
| 4 de febrero de 2024     | Youssouf Fofana    | 65'    | A. S. Mónaco F. C.    | 1 - 1     | Le Havre A. C.        | Jornada 20 |
| 10 de febrero de 2024    | Alexsandro Ribeiro | 17'    | París Saint-Germain   | 3 - 1     | Lille O. S. C.        | Jornada 21 |
| 25 de febrero de 2024    | Brice Samba        | 30'    | R. C. Lens            | 2 - 3     | A. S. Mónaco F. C.    | Jornada 23 |
| 25 de febrero de 2024    | Falaye Sacko       | 82'    | Olympique de Marsella | 4 - 1     | Montpellier H. S. C.  | Jornada 23 |
| 3 de marzo de 2024       | Ismaël Doukouré    | 71'    | Montpellier H. S. C.  | 2 - 2     | Racing de Estrasburgo | Jornada 24 |
| 8 de marzo de 2024       | Jean-Clair Todibo  | 10'    | O. G. C. Niza         | 1 - 2     | Montpellier H. S. C.  | Jornada 25 |
| 10 de marzo de 2024      | Yunis Abdelhamid   | 17'    | París Saint-Germain   | 2 - 2     | Stade de Reims        | Jornada 25 |
| 17 de marzo de 2024      | Wilfried Singo     | 1'     | A. S. Mónaco F. C.    | 2 - 2     | F. C. Lorient         | Jornada 26 |
| 17 de marzo de 2024      | Formose Mendy      | 27'    | A. S. Mónaco F. C.    | 2 - 2     | F. C. Lorient         | Jornada 26 |
| 21 de abril de 2024      | Nemanja Matić      | 3'     | París Saint-Germain   | 4 - 1     | Olympique de Lyon     | Jornada 30 |
| 28 de abril de 2024      | Warmed Omari       | 48'    | Stade Rennes          | 4 - 5     | Stade Brest           | Jornada 31 |
| 15 de mayo de 2024       | Chancel Mbemba     | 33'    | Stade Reims           | 1 - 0     | Olympique Marsella    | Jornada 32 |

### Hat-tricks o pókers
Aquí se encuentra la lista de hat-tricks y póker de goles (en general, tres o más goles marcados por un jugador en un mismo encuentro) conseguidos en la temporada.
| Fecha                   | Jugador             | Goles             | Local                 | Resultado | Visitante           | Jornada    |
| ----------------------- | ------------------- | ----------------- | --------------------- | --------- | ------------------- | ---------- |
| 11 de noviembre de 2023 | Kylian Mbappé       | 3' 59' 82'        | Stade de Reims        | 0 - 3     | París Saint-Germain | Jornada 12 |
| 10 de diciembre de 2023 | Alexandre Lacazette | 25' 29' 80'       | Olympique de Lyon     | 3 - 0     | Toulouse F. C.      | Jornada 15 |
| 20 de diciembre de 2023 | Kamory Doumbia      | 22' 25' 29' 45+3' | Stade Brest           | 4 - 0     | F. C. Lorient       | Jornada 17 |
| 17 de febrero de 2024   | Jonathan David      | 14' 44' 49'       | Lille O. S. C.        | 3 - 0     | Le Havre A. C.      | Jornada 22 |
| 24 de febrero de 2024   | Mahdi Camara        | 33' 40' 60'       | Racing de Estrasburgo | 0 - 3     | Stade Brest         | Jornada 23 |
| 17 de marzo de 2024     | Kylian Mbappé       | 22' 50' 63'       | Montpellier H. S. C.  | 2 - 6     | París Saint-Germain | Jornada 26 |

## Premios

### Jugador del mes
| Mes        | Primero                   | Primero             | Otros Nomidados           | Otros Nomidados     | Otros Nomidados     | Otros Nomidados      |
| Mes        | Jugador                   | Equipo              | Jugador                   | Equipo              | Jugador             | Equipo               |
| ---------- | ------------------------- | ------------------- | ------------------------- | ------------------- | ------------------- | -------------------- |
| Agosto     | Takumi Minamino           | A. S. Monaco        | Manuel Ugarte             | Paris Saint-Germain | Musa Al-Taamari     | Montpellier H. S. C. |
| Septiembre | Marcin Bułka              | O. G. C. Niza       | Terem Moffi               | O. G. C. Niza       | Marco Bizot         | Stade Brest          |
| Octubre    | Kylian Mbappé             | Paris Saint-Germain | Aleksandr Golovín         | A. S. Monaco        | Warren Zaïre-Emery  | Paris Saint-Germain  |
| Noviembre  | Kylian Mbappé             | Paris Saint-Germain | Jonathan Clauss           | Olympique Marsella  | Jean-Clair Todibo   | O. G. C. Niza        |
| Diciembre  | Pierre-Emerick Aubameyang | Olympique Marsella  | Kylian Mbappé             | Paris Saint-Germain | Alexandre Lacazette | Olympique de Lyon    |
| Enero      | Martin Terrier            | Stade Rennes        | Kylian Mbappé             | Paris Saint-Germain | Wissam Ben Yedder   | A. S. Monaco         |
| Febrero    | Pierre Lees-Melou         | Stade Brest         | Pierre-Emerick Aubameyang | Olympique Marsella  | Jonathan David      | Lille O. S. C.       |
| Marzo      | Edon Zhegrova             | Lille O. S. C.      | Vitinha                   | París Saint-Germain | Jonathan David      | Lille O. S. C.       |
| Abril      | Alexandre Lacazette       | Olympique Lyon      | Pierre-Emerick Aubameyang | Olympique Marsella  | Ousmane Dembélé     | Paris Saint-Germain  |

## Fichajes

### Fichajes más caros del mercado de verano
| Jugador           | Club de destino     | Club de origen       | Precio (€) | Ref.   |
| ----------------- | ------------------- | -------------------- | ---------- | ------ |
| Randal Kolo Muani | París Saint-Germain | Eintracht Fráncfort  | 95.000.000 | [ 55 ] |
| Manuel Ugarte     | París Saint-Germain | Sporting de Lisboa   | 60.000.000 | [ 56 ] |
| Ousmane Dembélé   | París Saint-Germain | Barcelona            | 50.000.000 | [ 57 ] |
| Lucas Hernández   | París Saint-Germain | Bayern Múnich        | 45.000.000 | [ 58 ] |
| Bradley Barcola   | París Saint-Germain | Olympique de Lyon    | 45.000.000 | [ 59 ] |
| Elye Wahi         | R. C. Lens          | Montpellier H. S. C. | 30.000.000 | [ 60 ] |
| Folarin Balogun   | A. S. Mónaco        | Arsenal FC           | 30.000.000 | [ 61 ] |
| Hugo Ekitike      | París Saint-Germain | Stade de Reims       | 28.500.000 | [ 62 ] |
| Terem Moffi       | O. G. C. Niza       | F. C. Lorient        | 22.500.000 |        |
| Lee Kang-in       | París Saint-Germain | Mallorca             | 22.000.000 | [ 63 ] |

### Ventas más lucrativas del mercado de verano
| Jugador          | Club de destino     | Club de origen       | Precio (€) | Ref.   |
| ---------------- | ------------------- | -------------------- | ---------- | ------ |
| Neymar           | Al-Hilal            | París Saint-Germain  | 90.000.000 | [ 64 ] |
| Jérémy Doku      | Manchester City     | Stade Rennes         | 60.000.000 | [ 65 ] |
| Marco Verratti   | Al-Arabi SC         | París Saint-Germain  | 45.000.000 |        |
| Axel Disasi      | Chelsea             | A. S. Mónaco         | 45.000.000 |        |
| Bradley Barcola  | París Saint-Germain | Olympique de Lyon    | 45.000.000 | [ 66 ] |
| Loïs Openda      | R. B. Leipzig       | R. C. Lens           | 38.500.000 |        |
| Elye Wahi        | R. C. Lens          | Montpellier H. S. C. | 30.000.000 | [ 60 ] |
| Castello Lukeba  | R. B. Leipzig       | Olympique de Lyon    | 30.000.000 |        |
| Hugo Ekitike     | París Saint-Germain | Stade de Reims       | 28.500.000 | [ 62 ] |
| Lesley Ugochukwu | Chelsea             | Stade Rennes         | 27.000.000 |        |

### Fichajes más caros del mercado de invierno
| Jugador          | Club de destino     | Club de origen    | Precio (€) | Ref. |
| ---------------- | ------------------- | ----------------- | ---------- | ---- |
| Gonçalo Ramos    | París Saint-Germain | S. L. Benfica     | 65.000.000 |      |
| Gabriel Moscardo | París Saint-Germain | S. C. Corinthians | 20.000.000 |      |
| Lucas Beraldo    | París Saint-Germain | São Paulo F. C.   | 20.000.000 |      |
| Malick Fofana    | Olympique Lyon      | K. A. A. Gante    | 17.000.000 |      |
| Azor Matusiwa    | Stade Rennes        | Stade Reims       | 15.500.000 |      |
| Gift Orban       | Olympique Lyon      | K. A. A. Gante    | 12.000.000 |      |
| Orel Mangala     | Olympique Lyon      | Nottingham Forest | 11.700.000 |      |
| Alidu Seidu      | Stade Rennes        | Clermont Foot     | 11.000.000 |      |
| Mohamed-Ali Cho  | O. G. C. Niza       | Real Sociedad     | 10.000.000 |      |
| Quentin Merlin   | Olympique Marsella  | F. C. Nantes      | 10.000.000 |      |

| Datos actualizados a 12 de mayo de 2024. Fuentes: |